# Wahlbezirk Tirol 5
Der Wahlbezirk Tirol 5 war ein Wahlkreis für die Wahlen zum Abgeordnetenhaus im österreichischen Kronland Tirol. Der Wahlbezirk wurde 1907 mit der Einführung der Reichsratswahlordnung geschaffen und bestand bis zum Zusammenbruch der Habsburgermonarchie.

## Geschichte
Nachdem der Reichsrat im Herbst 1906 das allgemeine, gleiche, geheime und direkte Männerwahlrecht beschlossen hatte, wurde mit 26. Jänner 1907 die große Wahlrechtsreform durch Sanktionierung von Kaiser Franz Joseph I. gültig. Mit der neuen Reichsratswahlordnung schuf man insgesamt 516 Wahlbezirke, wobei mit Ausnahme Galiziens in jedem Wahlbezirk ein Abgeordneter im Zuge der Reichsratswahl gewählt wurde. Der Abgeordnete musst sich dabei im ersten Wahlgang oder in einer Stichwahl mit absoluter Mehrheit durchsetzen. Der Wahlkreis Tirol 5 umfasste die Städte Bozen und Meran.
Aus der Reichsratswahl 1907 ging Julius Perathoner (Deutschfreiheitliche Partei) als Sieger nach Stichwahl hervor. Bei der Reichsratswahl 1911 setzte sich Emil Kraft in der Stichwahl durch.

## Wahlen

### Reichsratswahl 1907
Die Reichsratswahl 1907 wurde am 14. Mai 1907 (erster Wahlgang) sowie am 23. Mai 1907 (Stichwahl) durchgeführt.

#### Erster Wahlgang
| Kandidat                                                                    | Partei                                             | Wahlkreis- stimmen | Stimmen- anteil |
| --------------------------------------------------------------------------- | -------------------------------------------------- | ------------------ | --------------- |
| Julius Perathoner                                                           | Deutschfreiheitliche Partei                        | 1544               | 44,2 %          |
| Karl Huber                                                                  | Konservativer (Kompromisskandidat CS/Konservative) | 1356               | 38,8 %          |
| Heinrich Snoy                                                               | Sozialdemokratische Arbeiterpartei                 | 589                | 16,8 %          |
| Sonstige                                                                    |                                                    | 4                  | 0,1 %           |
| Wahlberechtigte: 4403, Ungültige/Leere Stimmen: 14, Wahlbeteiligung: 79,7 % |                                                    |                    |                 |

#### Stichwahl
| Kandidat                                                                    | Partei                      | Wahlkreis- stimmen | Stimmen- anteil |
| --------------------------------------------------------------------------- | --------------------------- | ------------------ | --------------- |
| Julius Perathoner                                                           | Deutschfreiheitliche Partei | 2072               | 58,0 %          |
| Karl Huber                                                                  | Konservative                | 1503               | 42,0 %          |
| Wahlberechtigte: 4403, Ungültige/Leere Stimmen: 13, Wahlbeteiligung: 81,5 % |                             |                    |                 |

### Reichsratswahl 1911
Die Reichsratswahl 1911 wurde am 13. Juni 1911 sowie am 20. Juni 1911 (Stichwahl) durchgeführt.

#### Erster Wahlgang
| Kandidat                                                                    | Partei                                             | Wahlkreisstimmen | Prozent |
| --------------------------------------------------------------------------- | -------------------------------------------------- | ---------------- | ------- |
| Karl Huber                                                                  | Konservativer (Kompromisskandidat CS/Konservative) | 1278             | 39,8 %  |
| Emil Kraft                                                                  | Deutschfreiheitliche Partei                        | 1274             | 39,7 %  |
| Heinrich Snoy                                                               | Sozialdemokratische Arbeiterpartei                 | 642              | 20,0 %  |
| Sonstige                                                                    |                                                    | 14               | 0,4 %   |
| Wahlberechtigte: 4401, Ungültige/Leere Stimmen: 39, Wahlbeteiligung: 73,8 % |                                                    |                  |         |

#### Stichwahl
| Kandidat                                                                    | Partei                      | Wahlkreis- stimmen | Stimmen- anteil |
| --------------------------------------------------------------------------- | --------------------------- | ------------------ | --------------- |
| Emil Kraft                                                                  | Deutschfreiheitliche Partei | 1865               | 57,2 %          |
| Karl Huber                                                                  | Konservative                | 1398               | 42,8 %          |
| Wahlberechtigte: 4401, Ungültige/Leere Stimmen: 28, Wahlbeteiligung: 74,8 % |                             |                    |                 |